# Thorigny-sur-Marne
 Thorigny-sur-Marne ist eine französische Gemeinde mit 10.405 Einwohnern (Stand 1. Januar 2022) im Département Seine-et-Marne der Region Île-de-France. Sie gehört zum Arrondissement Torcy und zum Kanton Lagny-sur-Marne. Die Einwohner nennen sich Thorigniens.
Nachbargemeinden von Thorigny-sur-Marne sind Lagny-sur-Marne, Pomponne, Carnetin und Dampmart.

## Bevölkerungsentwicklung
| Jahr      | 1962 | 1968 | 1975 | 1982 | 1990 | 1999 | 2007 | 2017   |
| Einwohner | 3595 | 5768 | 7059 | 7596 | 8326 | 9029 | 9386 | 10.154 |

## Städtepartnerschaften
- Erbach (Baden-Württemberg)

## Sehenswürdigkeiten
Siehe auch: Liste der Monuments historiques in Thorigny-sur-Marne
- Kirche Saint-Martin
- Château des Fontaines, Schloss aus dem 19. Jahrhundert
- Manoir de Chaalis, Herrenhaus aus dem 17. Jahrhundert
- Waschhaus, erbaut im 19. Jahrhundert

## Persönlichkeiten
- Jean-Joseph Patu de Rosemont (1767–1818), Maler der Insel Réunion, starb in Thorigny
- Philippe Lauer (1874–1953), Historiker, wurde in Thorigny geboren
- Xavier Mathiot (* 1944), französischer Autorennfahrer
- Philippe Berthet (* 1956), Comiczeichner, wurde in Thorigny geboren
- Alexandre Vallès (* 1975) , Musiker, Schauspieler und Filmemacher, lebt in Thorigny